# Franklin Archibold
Franklin Erasmo Archibold Castillo (ur. 24 sierpnia 1997) – panamski kolarz szosowy.

## Osiągnięcia
Opracowano na podstawie:

2014
- 3. miejsce w mistrzostwach Panamy juniorów (start wspólny)

2017
- 1. miejsce w mistrzostwach Panamy (jazda indywidualna na czas)
- 3. miejsce w mistrzostwach Panamy (start wspólny)

2018
- 1. miejsce w mistrzostwach Panamy (jazda indywidualna na czas)

2020
- 2. miejsce w mistrzostwach Panamy (jazda indywidualna na czas)
- 2. miejsce w mistrzostwach Ameryki Centralnej (jazda indywidualna na czas)
- 2. miejsce w mistrzostwach Ameryki Centralnej (start wspólny)

2021
- 3. miejsce w Grand Prix Gündoğmuş
- 2. miejsce w mistrzostwach Panamy (jazda indywidualna na czas)
- 1. miejsce w mistrzostwach Panamy (start wspólny)
- 3. miejsce w mistrzostwach panamerykańskich (jazda indywidualna na czas)
- 1. miejsce w mistrzostwach Ameryki Centralnej (jazda indywidualna na czas)

## Rankingi
| Rok              | 2017  | 2018  | 2019 | 2020  | 2021 | 2022 | 2023 | 2024 |
| ---------------- | ----- | ----- | ---- | ----- | ---- | ---- | ---- | ---- |
| World Ranking    | 1327. | 1335. | -    | 1079. | 237. | 538. | 326. | 291. |
| UCI Europe Tour  | -     | 2003. |      |       |      |      |      |      |
| UCI America Tour | 113.  | 131.  | -    | 90.   | 19.  | 47.  | 30.  | 30.  |
|                  |       |       |      |       |      |      |      |      |
| Źródło: UCI      |       |       |      |       |      |      |      |      |